# 응우옌카이호안
응우옌카이호안(베트남어: Nguyễn Khải Hoàn, 1975년 1월 3일~)은 베트남 사업가, 부동산 투자자, 진보적 운동가이자 자선가이다. 카이호안 그룹(Khai Hoan Group)및 카이호안 랜드 그룹 주식 회사의 창립자이자 이사회 의장이며 "카이호안 책장" 프로젝트를 설립한 사람이다. 시장에서 카이호안 랜드 브랜드의 기반을 마련했을 뿐만 아니라, 자신의 사업에 발전 기반으로 '독서 문화' 도입을 개척한 베트남 부동산 사업가이기도 한 사람이다. 또한 문화적 가치가 있고 공동과 사회에 봉사하는 민족 정신이 풍부한 많은 프로젝트로도 유명하다.

## 프로필
응우옌카이호안은 문화와 예술의 전통을 지닌 가문 출신이다. 아버지는 20세기 베트남 문학계의 명망이 높은 작가 응우옌카이이다. 응우옌카이호안은 한때 아버지의 이름을 딴 문학상의 심사위원으로 국내 유명 작가들을 초청할 계획도 세운다.

## 사업
응우옌카이호안은 문화와 예술의 전통을 지닌 가문에서 태어나고 자랐으나 사업에 전념한다. 응우옌카이호안은 20세의 나이로 아주 일찍 부동산 사업에 뛰어들었다.
2009년에  호찌민시와 인근 지역의 부동산 투자, 개발 및 중개를 전문으로 하는 카이호안 랜드 그룹 주식회사를 설립한다. 회사는 창립 주주 5명을 포함하여 4조 4,310억 베트남 동 (2022년 5월 기준) 이상의 정관 자본금을 보유하고 있으며, 이 중 그룹 회장인 응우옌카이호안이 정관 자본금의 30.61%를 보유하고 쩐티투흐엉(Tran Thi Thu Huong)이 정관 자본금의 13.68%를 보유하고 있다.
카이호안 랜드에서 그는 '독서 문화' 구축과 발전을 최우선으로 생각하며 이는 이 기업의 성공에 기여하는 독특한 특징이기도 하다.
또한 응우옌카이호안은 전국 여러 지역, 특히 어려운 농촌 학교에서 시행된 일련의 책장 프로젝트로 "카이호안 책장"이라는 커뮤니티 프로젝트를 시작한다.

### 독서 문화 발전
응우옌카이호안은 인본주의적 가치, 특히 책에 대한 열정을 가족으로부터 물려받아 오랫동안 독서 습관을 유지해 온다. 그는 바쁜 업무 일정에도 불구하고 일주일에 적어도 한 권의 책을 읽는 데 시간을 낸다. 그는 친척, 친구, 물론 회사의 모든 직원들에게 좋은 책이나 책 속의 흥미로운 지식을 공유한다. 카이호안 랜드의 "독서 문화"는 오랜 기간에 걸쳐 지속 가능하게 구축 및 발전되어 왔으며 기업 문화 발전을 위한 핵심 가치이자 기반 중 하나가 된다.
책과 지식은 교육 과정과 명예 및 수상 행사에 항상 존재하며 자원 봉사 활동도 없어서는 안될 선물이다
카이호안 랜드는 공동, 특히 젊은 사람에게 영감을 주고, 연결하고, 지식을 전파하는 것과 함께 "독서 문화"를 갖춘 기업 문화 구축에 선구적인 베트남 기업이다.

## 기타 활동

### 텔레비전에서
응우옌카이호안은 HTV9에서 진행하고 문예 잡지 프로그램에서 방송된 "단 하루 이상 동안 좋은 사람들"이라는 제목의 실제 인터뷰에 출연한 적이 있다. 이 프로그램은 창의적이고 혁신적인 사고에 대한 영감, 긍정적인 삶을 살고자 하는 염원, 인본주의적 가치를 공동 과 사회에 확산시키고자 하는 염원에 대한 이야기를 들려준다.

### 책과 지식 프로젝트
"명언 석재 벤치"는 응우옌카이호안의 매우 특별한 커뮤니티 프로젝트로 수많은 유명 기관 및 조직의 지원과 동반을 받고 있다. 수천 개의 명언 석재 벤치가 도시의 공원과 주거 지역에 배치되어 있다. 그에 따르면, 다음 세대에 전해지는 각각의 말은 인류의 지혜와 영혼에서 끌어낸 전 과정의 결과이며, 영혼을 위로하고 모든 사람에게 힘과 희망, 신뢰, 사랑을 주는 효과가 있기 때문이다.
독서 정신을 장려하고 향상시키기 위해 환씨는 독서 문화를 지역 사회에 널리 전파하는 동시에 베트남 문화, 교육 발전에 기여한다는 목표로 "카이호안카이호안 책장" 프로젝트를 구축한다.
응우옌카이호안은 또한 도서관을 만들어 외딴 지역에 기부할 계획을 실행한다. 환씨의 개인적인 입장에 따르면, 인본주의적 가치는 책에만 있는 것이 아니라 삶 속에서 더욱 널리 홍보되고 확산되어야 하며, 사회, 문화 생활에서 새로운 얼굴을 바꾸는 데 기여하려는 목적도 가지고 있다.

## 가족
아버지는 호찌민상을 받은 작가 응우옌카이로 1945년 8월 혁명 이후 성장한 작가 세대의 대표적인 얼굴 중 한 명이다. 아내는 사업가 Tran Thi Thu Huong으로 2021년 12월 6일 기준 데이터에 따르면 8,764억 VND에 해당하는 43,600,000 KHG 주식을 소유하고 있다. 환 씨의 가족은 현재 호찌민시 7군에 거주하고 있다.
Tran Thi Thu Huong은 현재 베트남 주식시장에서 가장 부유한 200위 안에 들어있다. 응우옌카이호안이 탑100위에 있다.

## 인용문
| “ | 사람들은 당신이 얼마나 많은 돈을 가지고 있는지 관심이 없으며, 사람들이 존경하는 것은 당신이 사회나 인류에 기여하는지이다. 사업가는 사회에 책임감이 있어야 사회가 발전할 수 있다 | ” |

| “ | 국가의 운명은 기업가의 재능과 인품에 달려있다. 재능과 인격은 교육, 훈련, 문화적, 사회적, 법적 환경에서 형성된다. 이 모든 요소는 하루아침에 바뀔 수 없으며 반드시 최대한 빨리 과감하게 바뀌어야 한다. | ” |

## 같이 보기
- 응우옌카이 (작가)
- 카이호안 랜드 그룹
- 독서문화